# 昌珠镇
昌珠镇是西藏自治区山南地区乃东县下辖的一个镇，中国历史文化名镇之一，位于乃东县南部，距县城泽当镇（也是山南地区行署驻地）5公里，全镇总面积117万平方公里，人口约6千。

## 沿革与行政区划
1959年始设昌都乡，1969年改为昌都人民公社，1984年恢复为乡。1987年克松乡、荣如乡并入珠昌乡，后改为镇。现辖12个居民委员会：昌珠居委会、克松居委会、茶如居委会、洞嘎居委会、玉沙居委会、门仲岗居委会、扎西曲登居委会、扎西托美居委会、克麦居委会、白荣居委会、色康居委会、卡多居委会。

## 历史文化名镇
昌珠镇是中华人民共和国建设部和国家文物局评定的中国历史文化名镇之一，西藏文化旅游的热点地区。位于贡日山南麓的昌珠寺传说由文成公主倡议、松赞干布主持修建，为西藏最古老的寺庙之一，已列为全国重点文物保护单位。而位于雅隆河东岸山上的雍布拉康则是西藏最早的宫殿建筑，相传始建于前2世纪。

## 参考资料

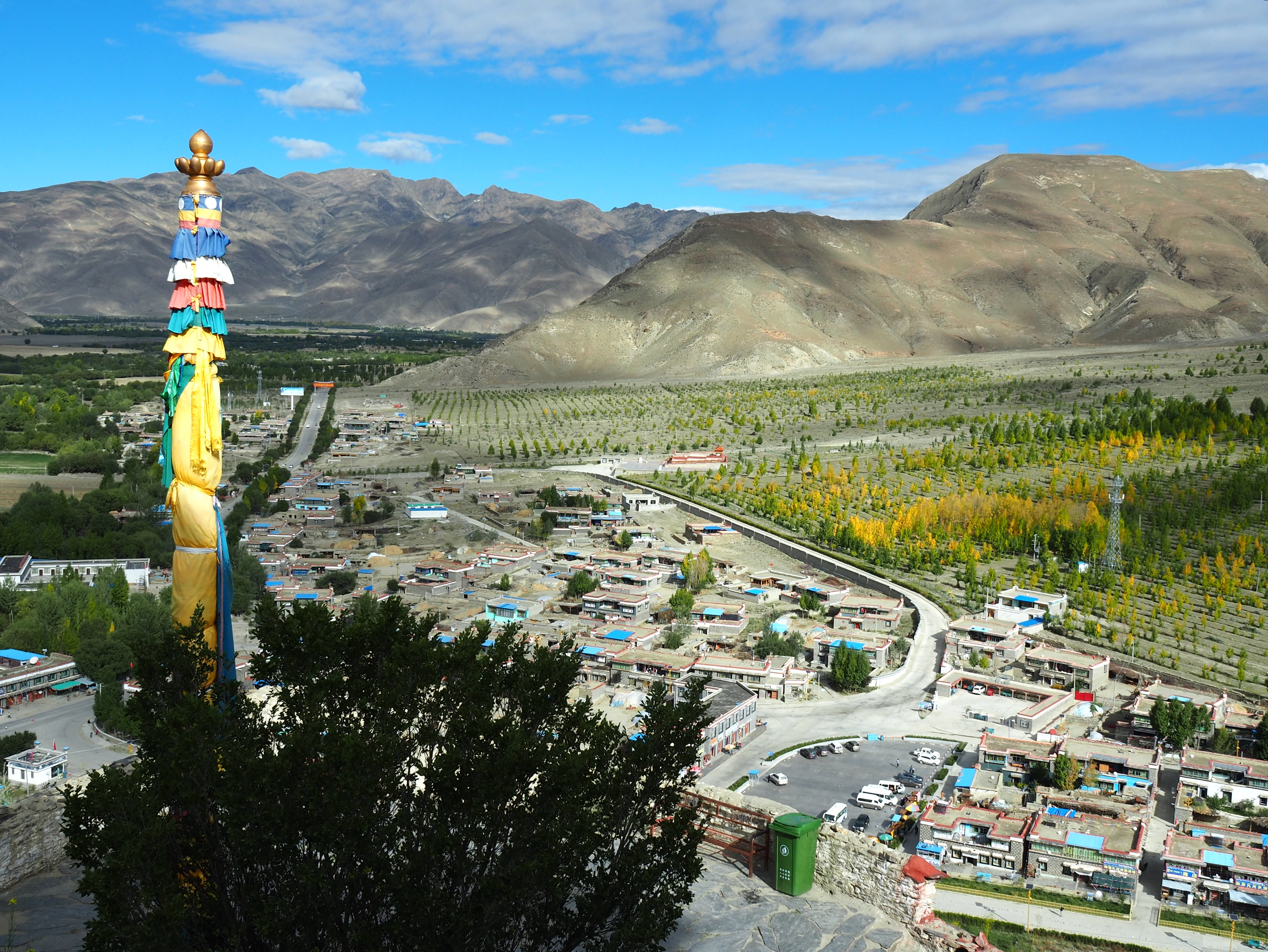
昌珠镇